# Tumor hinchado de Pott

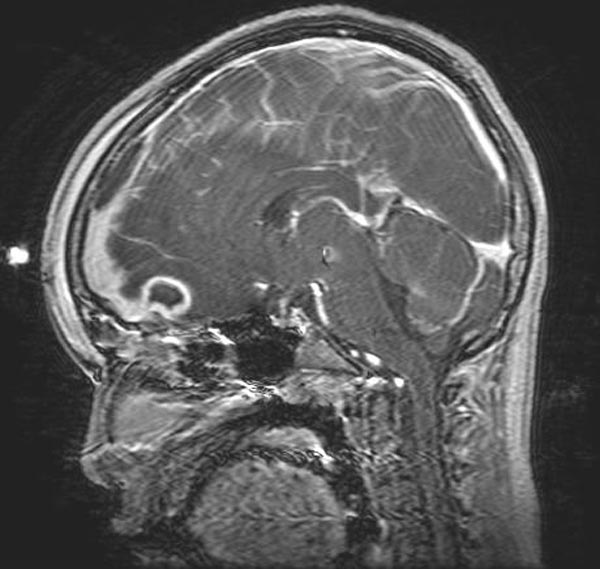
Corte sagital (IMR, T1, con gadolinio) en el que se muestra la presencia de una imagen hiperintensa en la región frontal con forma de placa que separa los tejidos adyacentes.

 El tumor hinchado de Pott, también llamado tumor turgente de Pott, es una inflamación de la región frontal debida a un absceso subperióstico secundario a la osteomielitis subyacente del hueso frontal. Usualmente, aparece como una rara complicación de la sinusitis o secundario a un trauma de la región frontal.
Fue descrito por primera vez por Sir Percivall Pott en 1760 como: "un tumor del cuero cabelludo turgente, indolente, circunscrito; así como una separación espontánea del pericráneo y el hueso bajo dicho tumor".

## Fisiopatología
El tumor hinchado de Pott (THP) se presenta como una complicación de la sinusitis y, menos comúnmente, secundario a un trauma. La diseminación de la infección de los senos frontales hacia el hueso frontal se ve facilitada por los pequeños vasos que drenan la región. Cuando la infección se disemina a través de la lámina externa del hueso frontal se forma un absceso entre el hueso y el periostio, la circunscripción del absceso se favorece por la fuerte adherencia entre el periostio y el hueso. A pesar de que la región frontal es su localización común, la región periorbitaria puede verse envuelta. Entonces se presenta, además, como celulitis orbitaria o un absceso subperióstico de la órbita.

## Semiología
El antecedentes de sinusitis o trauma frontal puede ser importante, aunque a veces se encuentra ausente. Puede haber fiebre ligera o ausente. El dolor es infrecuente y la principal presentación del tumor es como una hinchazón indolente de a región frontal. La hinchazón tiene la característica de ser turgente.